# Худиксвалль (лен)
Лен Ху́диксвалль (швед. Hudiksvalls län) — бывший лен Швеции, существовавший c 1645 по 1654 гг. Образован одновременно с леном Хернёсанд разделением на две части лена Норрланд. Но уже через девять лет эти два лена были вновь объединены в новый лен Вестерноррланд. Центральным городом являлся Худиксвалль. Включал в себя провинции Естрикланд, Хельсингланд и Херьедален.